# امیرآباد (کبودرآهنگ)
امیرآباد (کبودرآهنگ)، روستایی از توابع بخش مرکزی شهرستان کبودرآهنگ استان همدان است که روبه‌روی پایگاه هوایی نوژه  قرار دارد. 
مردم روستای امیرآباد به زبان ترکی آذربایجانی صحبت میکنند و شیعه مذهب هستند. بیشتر مردم این روستا به کشاورزی و دامپروری مشغول هستند. محصولات مهم کشاورزی این روستا شامل : سیب زمینی، گندم، جو و علوفه‌هایی نظیر یونجه می‌باشد.

## جمعیت
این روستا در دهستان راهب قرار دارد و براساس سرشماری مرکز آمار ایران در سال ۱۳۹۵، جمعیت آن ۲۰۰۲ نفر (۵۹۹ خانوار) بوده‌است.